# Borale Ale
Borale Ale je název stratovulkánu, nacházejícího se přibližně ve středu pohoří Irta’ale v Etiopii. Na jeho jihozápadní straně se nachází menší štítová sopka, jejíž vývoj byl přerušen sérií půlkruhových zlomů, podél kterých se nacházejí struskové kužely. Vrchol sopky je ukončen 300 m širokým kráterem, v němž je silná fumarolická aktivita.